# Alfonso Maria de Liguori

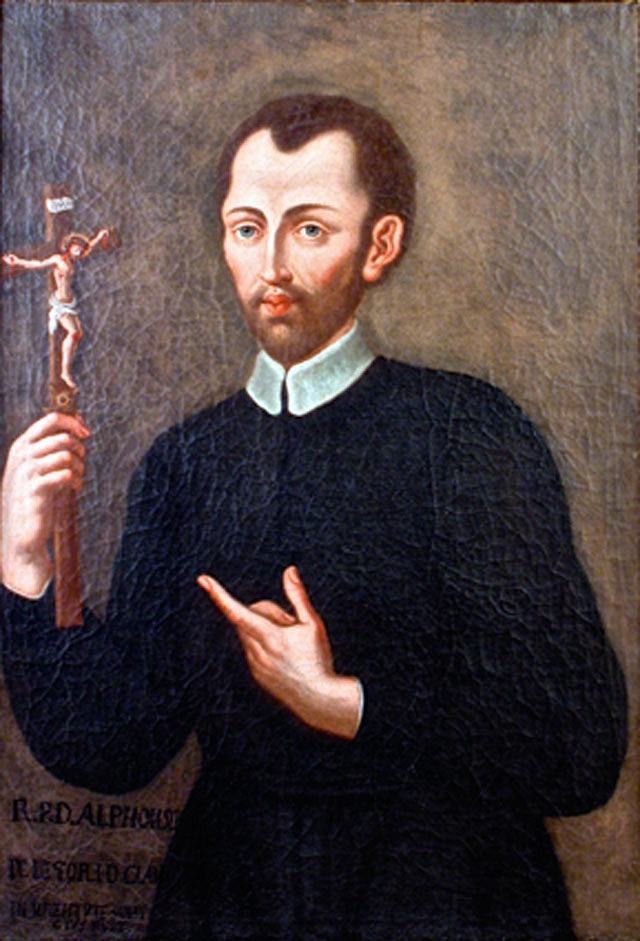
Alfonso Maria de’ Liguori

Alfonso Maria de’ Liguori, latinisiert Alphons(us) Maria de Ligorio (* 27. September 1696 in Marianella bei Neapel; † 1. August 1787 in Pagani bei Salerno; deutsch Alfons von Liguori) war ein italienischer Jurist, Moraltheologe, Bischof und Ordensgründer (Redemptoristen), der 1839 heiliggesprochen und 1871 zum Kirchenlehrer erhoben wurde.

## Leben
Als erstgeborenes Kind adeliger Eltern genoss Liguori eine strenge, anspruchsvolle Schulausbildung bei Privatlehrern. Bereits als Jugendlicher konnte er malen, spielte Cembalo und veröffentlichte einen Gedichtband. Mit 16 Jahren wurde er 1713 zum Doktor beider Rechte promoviert. Mit 19 führte er seinen ersten Prozess als Rechtsanwalt. 1723 verlor er nach eigener Darstellung durch eine Intrige der gegnerischen Seite einen aufsehenerregenden Prozess zwischen zwei Herzögen und wurde mit Spott überhäuft.
Nach dieser Niederlage begann er über sein Leben nachzudenken. Am 28. August 1723 beschloss er, dieses radikal zu ändern. Er begab sich in eine Marienkirche, um dort den Degen als Zeichen seines Adelsstandes abzulegen und begann mit dem Theologiestudium. Drei Jahre später wurde er zum Priester als Mitglied einer Weltpriestervereinigung geweiht. In der Folge galt seine Fürsorge den materiell in Not geratenen Mitbürgern in Neapel. Gegen die geistliche Not hielt er Volksmissionen, was später ein prägendes Merkmal seines Ordens werden sollte, und schulte im Werk der Kapellen Laienapostel.
Eine Krankheit zwang ihn zum Rückzug in das kleine Dorf Scala in der Nähe von Amalfi. Dort traf er auf die ländliche Bevölkerung, von der er glaubte, dass sie der priesterlichen Seelsorge noch mehr bedürfe als die Stadtbewohner. Daher beschloss er, fortan in diesen Bereichen tätig zu sein. Um noch mehr Hilfe bieten zu können, gründete er 1731 gemeinsam mit Celeste Crostarosa den Orden der Redemptoristinnen und ein Jahr später das entsprechende männliche Gegenstück: Die „Kongregation vom allerheiligsten Erlöser“, die Redemptoristen, deren Hauptaufgabe die Volksmission sein sollte.
Den Gegenpol zu seinem eigenen Verkündigungsprogramm bildete der Jansenismus mit seinem Rigorismus und Pessimismus. Liguori stellte dem in seinen Predigten die göttliche Barmherzigkeit gegenüber, gestützt auf die Bibel, die Tradition der Kirche und das Beispiel der Heiligen. Der Wahlspruch seines Ordens lautete: Überreich ist bei ihm die Erlösung (Copiosa apud eum redemptio, Ps 130,7 ). An Maria zeige sich Gottes Barmherzigkeit in besonderer Weise.
1762 wurde er überraschend als Bischof nach Sant’Agata dei Goti bei Neapel berufen, was er erst nach langem Zögern annahm. Bald jedoch ging er auch in dieser Stellung in einer armen, als verwahrlost geltenden Diözese auf und wurde vom Volk als „Vater der Armen“ verehrt.
Bis 1775 leitete er die Diözese. Die letzten Jahre litt er an Gicht, so dass er einen Rollstuhl nutzte, er war halbseitig ertaubt und blind, aber nach wie vor voll Schaffenskraft und Zuneigung zu den Menschen. Liguori starb in dem von ihm gegründeten Kloster Pagani bei Neapel, in das er sich zurückgezogen hatte.
Einen Namen machte sich Liguori auch als Komponist geistlicher Lieder. So stammt das bekannteste italienische Weihnachtslied Tu scendi dalle stelle von ihm.

## Theologie
Liguori hat vor allem Einfluss auf die katholische Moraltheologie genommen, der bis heute andauert. In seinem Denken spielen spirituelle Aspekte eine große Rolle, weshalb er moralischem Rigorismus ablehnend gegenüberstand. Eine zentrale Thematik ist für ihn die Beichtpraxis. Dem Priester obliegt – im Verfahren der Ohrenbeichte – die Aufgabe, den Beichtenden zur Mitteilung sehr konkreter Sachverhalte zu bewegen. Von Kritikern wurde (und wird) eingewendet, dass Kinder dieser Situation nicht ausgesetzt werden dürften; zudem bewirke eine derartige Beichtmethode eine unverhältnismäßige Konzentration auf das sexuelle Gebiet („sündige Gedanken und Taten“). Liguori selbst sah die menschliche Sexualität vor allem als Gefahrenzone an, die es nach Möglichkeit einzudämmen gelte.
Eine erhebliche Rolle spielte Liguori auch in der theologischen Diskussion über die „Unfehlbarkeit des Papstes“. Mit seiner umfangreichen Schrift Die Wahrheit des Christenthums und die Unfehlbarkeit der Kirche und ihres Oberhauptes des Papstes vertheidigt gegen die Gottesläugner, die Feinde des geoffenbarten Christenthums und die Gegner der katholischen Kirche (in deutscher Sprache: Regensburg 1845; Originaltitel: Verità della fede. Fatta evidente per i contrassegni della sua credibilità, 1767) bereitete er die dann 1870 auf dem Ersten Vatikanischen Konzil festgestellten dogmatischen Aussagen vor.

## Verehrung und Kritik

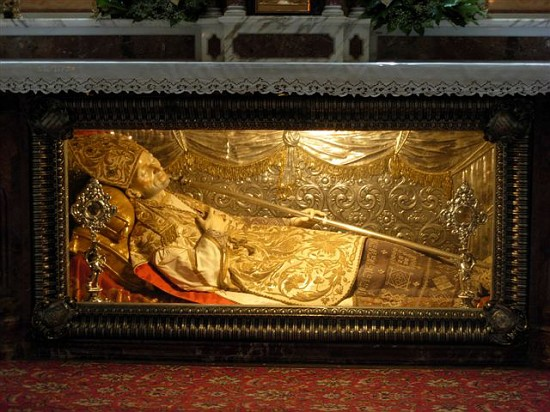
Reliquien des Alfonso Maria de’ Liguori in der Basilica Sant’Alfonso zu Pagani

### Verehrung in der katholischen Kirche
1839 wurde Alfons de’ Liguori heiliggesprochen und über diese ohnehin schon außerordentliche kirchliche Würdigung 1871 noch einmal in einen ganz besonderen Rang erhoben, als er zum Kirchenlehrer („Doctor ecclesiae“) erklärt wurde. 1950 erhob der Papst den „heiligen Alfons“ zudem zum Patron der Beichtväter und Moraltheologen.
Neben Redemptoristinnen und Redemptoristen gibt es noch weitere Gemeinschaften, die sich an den seelsorglichen Zielen und der Spiritualität Liguoris orientieren. Dazu gehören die Missionsschwestern vom Heiligsten Erlöser und die Laiengemeinschaft Alfons-Liguori-Freundeskreis. Der Heiligengedenktag Liguoris ist der 1. August.
Die Alfons-von-Liguori-Kirchen sind ihm gewidmet. Nach ihm ist die Katholische Schule St. Alfons in Berlin benannt.
Der Liguori-Biograph Thédule Rey-Mermet („Alfons von Liguori“, Freiburg 1987) nennt ihn einen „Giganten in der Geschichte der Spiritualität“ und „Heiligen der Aufklärung“.

### Kritik
Auf protestantischer Seite und besonders von antikatholischen Kirchenkritikern wurde Liguori dagegen immer wieder angegriffen und seine Zielsetzungen wie auch die Methodik problematisiert. Die besondere Schärfe, die sich hierbei oft findet, erklärt sich daraus, dass er als Repräsentant katholischer Unfreiheit und Frömmigkeitsheuchelei galt.
Robert Grassmanns Broschüre Auszüge aus der von den Päpsten Pius IX. und Leo XIII. ex Cathedra als Norm für die Römisch-katholische Kirche sanktionierten Moraltheologie des Heiligen Dr. Alphonsus Maria de’ Liguori und die furchtbare Gefahr dieser Moraltheologie für die Sittlichkeit (Stettin 1894) war um 1900 und danach in Hunderttausenden von Exemplaren verbreitet. Doch auch jenseits solcher Schärfe sahen liberale Protestanten und Altkatholiken in ihm den typischen Vertreter des katholischen „schwarzen Mannes“, wofür ihn seine Urheberschaft des Dogmas von der päpstlichen Unfehlbarkeit und seine moraltheologischen Positionen qualifizierten.
Die Kanonisation Liguoris fiel in eine Zeit sich verschärfender Konflikte zwischen katholischer Kirche einerseits, protestantischen Kirchen und dem evangelisch geprägten Preußen andererseits (Kölner Kirchenstreit). Die Heiligsprechung stellte nach Ansicht protestantischer Kritiker ein strategisches Manöver im Rahmen des kirchenpolitischen Offensivprogrammes Papst Gregors XVI. dar, wozu auch die demonstrative Beförderung des außerhalb der katholischen Kirche eher mit Spott kommentierten Glaubens an die Unbefleckte Empfängnis der Maria gehörte (zum Dogma erhoben 1854).
In den religionssoziologischen Schriften Max Webers ist Liguori ein Prototyp der Sündenangst und des „Sexualneurasthenikers“.
Johann Strauß komponierte seinem Orden 1848 eine ironische quasi-revolutionäre Liguorianer-Seufzer-Polka.

## Schriften und Editionen (Auswahl)
- Elemente einer Spiritualität der Liebe. Recktenwald, Köln 2000.
- Das große Gnadenmittel des Gebetes. Hausler, Landshut 1998, ISBN 3-00-003671-7 (nach eigener Aussage sein wichtigstes Werk).
- Die Herrlichkeiten Mariens. Priesterbruderschaft St. Pius, Priorat St. Athanasius, Stuttgart 1991, ISBN 978-3-932691-03-4.
- Jesus lieben lernen. Brendow, Moers 1997, ISBN 3-87067-382-6.
- Lebensordnung eines Christen. Recktenwald, Köln 1997.
- Praktische Unterweisungen für Beichtväter oder Homo apostolicus. Pustet, Regensburg 1854 ff., urn:nbn:de:bvb:12-bsb11113210-4 (Reproduktion der Ausgabe 1759; eines der wichtigsten Werke der Moraltheologie seiner Zeit).
- Theologia moralis. 1743; Reproduktion: ADEVA, Graz 1953; weitere Ausgabe, besorgt von D. Le Noir, Paris 1874; weitere Ausgabe, besorgt von Giacinto Marietti, Turin 1875.
- Die wahre Braut Christi. Rieger, Augsburg 1764. Original: La vera sposa die Gesu-Cristo. 2 Bände. 3. Auflage. Spese Remondini di Venezia, Bassano 1771, Band 1 (archive.org).